# Atractylodes rubra
Atractylodes rubra là một loài thực vật có hoa trong họ Cúc. Loài này được Dekker mô tả khoa học đầu tiên năm 1906.